# Italo Santelli
Italo Santelli, italijanski sabljaški mojster, * 15. avgust 1866, † 8. februar 1945. 
Sodeloval je na sabljaškem delu poletnih olimpijskih igrah leta 1900, leta 1924 pa je na igrah sodeloval kot trener italijanske sabljaške ekipe.
Tudi njegov sin, Giorgio Santelli, je postal mednarodno priznani sabljaški mojster.